# Poésies de notre enfance
Albums de Grégoire
Les roses de mon silence
(2013) À écouter d'urgence
(2017)
Poésies de notre enfance est le quatrième album du chanteur français Grégoire sorti le 11 mai 2015.

## Liste des titres
| No  | Titre                                                    | Durée |
| --- | -------------------------------------------------------- | ----- |
| 1.  | La cigale et la fourmi                                   | 1:04  |
| 2.  | Je voulais dans mon cartable                             | 1:23  |
| 3.  | Chahut                                                   | 0:48  |
| 4.  | C'est demain dimanche                                    | 1:03  |
| 5.  | Le corbeau et le renard                                  | 1:24  |
| 6.  | La girafe                                                | 0:39  |
| 7.  | La grenouille qui veut se faire aussi grosse que le bœuf | 1:30  |
| 8.  | Le hibou                                                 | 1:25  |
| 9.  | Le laboureur et ses enfants                              | 1:53  |
| 10. | Liberté                                                  | 1:23  |
| 11. | Le lièvre et la tortue                                   | 2:32  |
| 12. | Le cartable rêveur                                       | 0:57  |
| 13. | Le lion et le rat                                        | 1:17  |
| 14. | Litanie des écoliers                                     | 0:45  |
| 15. | Lorsque ma sœur et moi                                   | 1:13  |
| 16. | Ponctuation                                              | 0:47  |
| 17. | Un matin                                                 | 1:24  |
| 18. | Les points sur les i                                     | 1:06  |
| 19. | Pour ma mère                                             | 1:03  |
| 20. | Un matin (Version longue)                                | 2:38  |
| 21. | Les points sur les i (Version single)                    | 1:49  |